# Lithacodia albomarginata
Lithacodia albomarginata är en fjärilsart som beskrevs av Arnold Spuler 1907. Lithacodia albomarginata ingår i släktet Lithacodia och familjen nattflyn. Inga underarter finns listade i Catalogue of Life.